# Phyllanthus angkorensis
Phyllanthus angkorensis är en emblikaväxtart som beskrevs av Lucien Beille. Phyllanthus angkorensis ingår i släktet Phyllanthus och familjen emblikaväxter. Inga underarter finns listade i Catalogue of Life.